# Nicki Minaj/Diskografie
Diese Diskografie ist eine Übersicht über die musikalischen Werke der trinidadischen Rapperin und Sängerin Nicki Minaj. Den Quellenangaben und Schallplattenauszeichnungen zufolge verkaufte sie bisher mehr als 259,7 Millionen Tonträger, davon alleine in Deutschland bisher über vier Millionen. Ihre erfolgreichste Veröffentlichung ist die Single Super Bass mit über 15,3 Millionen verkauften Einheiten.

## Alben

### Studioalben
| Jahr | Titel Musiklabel                                                                                             | Höchstplatzierung, Gesamtwochen, AuszeichnungChartplatzierungen (Jahr, Titel, Musiklabel, Platzierungen, Wochen, Auszeichnungen, Anmerkungen) | Höchstplatzierung, Gesamtwochen, AuszeichnungChartplatzierungen (Jahr, Titel, Musiklabel, Platzierungen, Wochen, Auszeichnungen, Anmerkungen) | Höchstplatzierung, Gesamtwochen, AuszeichnungChartplatzierungen (Jahr, Titel, Musiklabel, Platzierungen, Wochen, Auszeichnungen, Anmerkungen) | Höchstplatzierung, Gesamtwochen, AuszeichnungChartplatzierungen (Jahr, Titel, Musiklabel, Platzierungen, Wochen, Auszeichnungen, Anmerkungen) | Höchstplatzierung, Gesamtwochen, AuszeichnungChartplatzierungen (Jahr, Titel, Musiklabel, Platzierungen, Wochen, Auszeichnungen, Anmerkungen) | Anmerkungen                                                   | [↑]: gemeinsam behandelt mit vorhergehendem Eintrag; [←]: in beiden Charts platziert |
| Jahr | Titel Musiklabel                                                                                             | DE | AT | CH | UK | US | Anmerkungen                                                   |                                                                                      |
| ---- | --- | --- | --- | --- | --- | --- | ------------------------------------------------------------- | ------------------------------------------------------------------------------------ |
| 2010 | Pink Friday Young Money Entertainment / Cash Money, Republic (UMG)                                           | — | — | — | UK16 Platin · (89 Wo.)UK | US1 ×3Dreifachplatin · (77 Wo.)US | Erstveröffentlichung: 19. November 2010 Verkäufe: + 5.000.000 |                                                                                      |
| 2012 | Pink Friday: Roman Reloaded Young Money, Cash Money, Republic (UMG)                                          | DE44 (4 Wo.)DE | AT49 (3 Wo.)AT | CH24 (10 Wo.)CH | UK1 Platin · (47 Wo.)UK | US1 ×4Vierfachplatin · (49 Wo.)US | Erstveröffentlichung: 2. April 2012 Verkäufe: + 5.000.000     |                                                                                      |
| 2012 | Pink Friday: Roman Reloaded – The Re-Up Young Money, Cash Money, Republic[DE: ↑][AT: ↑][CH: ↑][UK: ↑][US: ↑] | DE44 (4 Wo.)DE | AT49 (3 Wo.)AT | CH24 (10 Wo.)CH | UK1 Platin · (47 Wo.)UK | US1 ×4Vierfachplatin · (49 Wo.)US | Erstveröffentlichung: 19. November 2012                       |                                                                                      |
| 2014 | The Pinkprint Young Money, Cash Money, Republic (UMG)                                                        | DE69 (3 Wo.)DE | — | CH39 (3 Wo.)CH | UK22 Gold · (26 Wo.)UK | US2 ×2Doppelplatin · (124 Wo.)US | Erstveröffentlichung: 12. Dezember 2014 Verkäufe: + 5.000.000 |                                                                                      |
| 2018 | Queen Young Money, Cash Money, Republic (UMG)                                                                | DE18 (5 Wo.)DE | AT19 (3 Wo.)AT | CH5 (5 Wo.)CH | UK5 Gold · (15 Wo.)UK | US2 Platin · (57 Wo.)US | Erstveröffentlichung: 10. August 2018 Verkäufe: + 1.345.000   |                                                                                      |
| 2023 | Pink Friday 2 Young Money, Republic (UMG)                                                                    | DE41 (7 Wo.)DE | AT31 (3 Wo.)AT | CH6 (6 Wo.)CH | UK3 Gold · (13 Wo.)UK | US1 Platin · (34 Wo.)US | Erstveröffentlichung: 8. Dezember 2023 Verkäufe: + 1.127.500  |                                                                                      |

### Kompilationen
| Jahr | Titel Musiklabel                                  | Höchstplatzierung, Gesamtwochen, AuszeichnungChartplatzierungen (Jahr, Titel, Musiklabel, Platzierungen, Wochen, Auszeichnungen, Anmerkungen) | Höchstplatzierung, Gesamtwochen, AuszeichnungChartplatzierungen (Jahr, Titel, Musiklabel, Platzierungen, Wochen, Auszeichnungen, Anmerkungen) | Höchstplatzierung, Gesamtwochen, AuszeichnungChartplatzierungen (Jahr, Titel, Musiklabel, Platzierungen, Wochen, Auszeichnungen, Anmerkungen) | Höchstplatzierung, Gesamtwochen, AuszeichnungChartplatzierungen (Jahr, Titel, Musiklabel, Platzierungen, Wochen, Auszeichnungen, Anmerkungen) | Höchstplatzierung, Gesamtwochen, AuszeichnungChartplatzierungen (Jahr, Titel, Musiklabel, Platzierungen, Wochen, Auszeichnungen, Anmerkungen) | Anmerkungen                                               |
| Jahr | Titel Musiklabel                                  | DE | AT | CH | UK | US | Anmerkungen                                               |
| ---- | ------------------------------------------------- | --- | --- | --- | --- | --- | --------------------------------------------------------- |
| 2022 | Queen Radio: Volume 1 Young Money, Republic (UMG) | — | — | — | UK67 Gold · (60 Wo.)UK | US10 (58 Wo.)US | Erstveröffentlichung: 26. August 2022 Verkäufe: + 130.000 |

### Mixtapes
| Jahr | Titel Musiklabel                              | Höchstplatzierung, Gesamtwochen, AuszeichnungChartplatzierungen (Jahr, Titel, Musiklabel, Platzierungen, Wochen, Auszeichnungen, Anmerkungen) | Höchstplatzierung, Gesamtwochen, AuszeichnungChartplatzierungen (Jahr, Titel, Musiklabel, Platzierungen, Wochen, Auszeichnungen, Anmerkungen) | Höchstplatzierung, Gesamtwochen, AuszeichnungChartplatzierungen (Jahr, Titel, Musiklabel, Platzierungen, Wochen, Auszeichnungen, Anmerkungen) | Höchstplatzierung, Gesamtwochen, AuszeichnungChartplatzierungen (Jahr, Titel, Musiklabel, Platzierungen, Wochen, Auszeichnungen, Anmerkungen) | Höchstplatzierung, Gesamtwochen, AuszeichnungChartplatzierungen (Jahr, Titel, Musiklabel, Platzierungen, Wochen, Auszeichnungen, Anmerkungen) | Anmerkungen                                                                      |
| Jahr | Titel Musiklabel                              | DE | AT | CH | UK | US | Anmerkungen                                                                      |
| ---- | --------------------------------------------- | --- | --- | --- | --- | --- | -------------------------------------------------------------------------------- |
| 2007 | Playtime Is Over Young Money, Republic (UMG)  | — | — | — | — | — | Erstveröffentlichung: 5. Juli 2007 Verkäufe: + 204.000                           |
| 2008 | Sucka Free Young Money, Republic (UMG)        | — | — | — | — | — | Erstveröffentlichung: 12. April 2008 Verkäufe: + 141.000                         |
| 2009 | Beam Me Up Scotty Young Money, Republic (UMG) | — | — | CH71 (1 Wo.)CH | UK19 (1 Wo.)UK | US2 (14 Wo.)US | Erstveröffentlichung: 18. April 2009 Verkäufe: + 87.000; Re-Release 14. Mai 2021 |

## Singles

### Als Leadmusikerin
| Jahr | Titel Album                                                     | Höchstplatzierung, Gesamtwochen, AuszeichnungChartplatzierungen (Jahr, Titel, Album, Platzierungen, Wochen, Auszeichnungen, Anmerkungen) | Höchstplatzierung, Gesamtwochen, AuszeichnungChartplatzierungen (Jahr, Titel, Album, Platzierungen, Wochen, Auszeichnungen, Anmerkungen) | Höchstplatzierung, Gesamtwochen, AuszeichnungChartplatzierungen (Jahr, Titel, Album, Platzierungen, Wochen, Auszeichnungen, Anmerkungen) | Höchstplatzierung, Gesamtwochen, AuszeichnungChartplatzierungen (Jahr, Titel, Album, Platzierungen, Wochen, Auszeichnungen, Anmerkungen) | Höchstplatzierung, Gesamtwochen, AuszeichnungChartplatzierungen (Jahr, Titel, Album, Platzierungen, Wochen, Auszeichnungen, Anmerkungen) | Anmerkungen                                                                                        |
| Jahr | Titel Album                                                     | DE | AT | CH | UK | US | Anmerkungen                                                                                        |
| --- | --------------------------------------------------------------- | --- | --- | --- | --- | --- | -------------------------------------------------------------------------------------------------- |
| 2010 | Massive Attack –                                                | — | — | — | — | — | Erstveröffentlichung: 13. April 2010 feat. Sean Garrett                                            |
| 2010 | Your Love Pink Friday                                           | — | — | — | UK71 Silber · (8 Wo.)UK | US14 Platin · (20 Wo.)US | Erstveröffentlichung: 1. Juni 2010 Verkäufe: + 1.470.000                                           |
| 2010 | Check It Out Pink Friday                                        | — | — | — | UK11 Silber · (15 Wo.)UK | US24 (15 Wo.)US | Erstveröffentlichung: 3. September 2010 Verkäufe: + 500.000; feat. will.i.am                       |
| 2010 | Right Thru Me Pink Friday                                       | — | — | — | UK71 (4 Wo.)UK | US26 Gold · (19 Wo.)US | Erstveröffentlichung: 24. September 2010 Verkäufe: + 500.000                                       |
| 2010 | Moment 4 Life Pink Friday                                       | — | — | — | UK22 Platin · (15 Wo.)UK | US13 Platin · (23 Wo.)US | Erstveröffentlichung: 7. Dezember 2010 Verkäufe: + 2.845.000; feat. Drake                          |
| 2011 | Did It on ’Em Pink Friday                                       | — | — | — | — | US49 Gold · (15 Wo.)US | Erstveröffentlichung: 7. März 2011 Verkäufe: + 500.000                                             |
| 2011 | Super Bass Pink Friday                                          | DE— GoldDE | AT42 (6 Wo.)AT | CH58 (3 Wo.)CH | UK8 ×3Dreifachplatin · (49 Wo.)UK | US3 ×2Diamant + Doppelplatin · (39 Wo.)US                                                                                                | Erstveröffentlichung: 5. April 2011 Verkäufe: + 15.340.000                                         |
| 2011 | Girls Fall Like Dominoes Pink Friday                            | — | — | — | UK24 (8 Wo.)UK | — | Erstveröffentlichung: 11. April 2011                                                               |
| 2011 | Fly Pink Friday                                                 | — | — | — | UK16 Gold · (17 Wo.)UK | US19 Platin · (20 Wo.)US | Erstveröffentlichung: 30. August 2011 Verkäufe: + 2.130.000; feat. Rihanna                         |
| 2012 | Starships Pink Friday: Roman Reloaded                           | DE17 Platin · (25 Wo.)DE | AT26 (24 Wo.)AT | CH5 Platin · (31 Wo.)CH | UK2 ×4Vierfachplatin · (45 Wo.)UK | US5 Diamant · (31 Wo.)US | Erstveröffentlichung: 14. Februar 2012 Verkäufe: + 14.683.200                                      |
| 2012 | Right by My Side Pink Friday: Roman Reloaded                    | — | — | — | UK70 (7 Wo.)UK | US51 ×2Doppelplatin · (15 Wo.)US | Erstveröffentlichung: 27. März 2012 Verkäufe: + 2.130.000; feat. Chris Brown                       |
| 2012 | Beez in the Trap Pink Friday: Roman Reloaded                    | — | — | — | — | US48 ×3Dreifachplatin · (20 Wo.)US | Erstveröffentlichung: 29. Mai 2012 Verkäufe: + 3.065.000; feat. 2 Chainz                           |
| 2012 | Pound the Alarm Pink Friday: Roman Reloaded                     | DE82 (2 Wo.)DE | — | CH44 (6 Wo.)CH | UK8 Platin · (28 Wo.)UK | US15 ×2Doppelplatin · (18 Wo.)US | Erstveröffentlichung: 12. Juni 2012 Verkäufe: + 2.917.500                                          |
| 2012 | Va Va Voom Pink Friday: Roman Reloaded                          | DE34 (14 Wo.)DE | AT53 (2 Wo.)AT | CH47 (4 Wo.)CH | UK20 Gold · (15 Wo.)UK | US22 ×2Doppelplatin · (20 Wo.)US | Erstveröffentlichung: 12. September 2012 Verkäufe: + 2.570.000                                     |
| 2012 | The Boys Pink Friday: Roman Reloaded – The Re-Up                | — | — | — | — | — | Erstveröffentlichung: 13. September 2012 Verkäufe: + 30.000 feat. Cassie                           |
| 2012 | Freedom Pink Friday: Roman Reloaded – The Re-Up                 | — | — | — | — | — | Erstveröffentlichung: 2. November 2012                                                             |
| 2013 | High School Pink Friday: Roman Reloaded – The Re-Up             | — | — | — | UK31 Silber · (7 Wo.)UK | US64 ×2Doppelplatin · (14 Wo.)US | Erstveröffentlichung: 16. April 2013 Verkäufe: + 2.270.000; feat. Lil Wayne                        |
| 2014 | Pills n Potions The Pinkprint                                   | DE39 (4 Wo.)DE | — | — | UK31 Gold · (9 Wo.)UK | US24 (18 Wo.)US | Erstveröffentlichung: 21. Mai 2014 Verkäufe: + 600.000                                             |
| 2014 | Anaconda The Pinkprint                                          | DE48 Gold · (13 Wo.)DE | AT36 (9 Wo.)AT | CH55 (6 Wo.)CH | UK3 Platin · (14 Wo.)UK | US2 ×2Doppelplatin · (22 Wo.)US | Erstveröffentlichung: 4. August 2014 Verkäufe: + 3.455.000                                         |
| 2014 | Only The Pinkprint                                              | — | — | — | UK35 Platin · (9 Wo.)UK | US12 ×3Dreifachplatin · (25 Wo.)US | Erstveröffentlichung: 28. Oktober 2014 Verkäufe: + 3.900.000; feat. Drake, Lil Wayne & Chris Brown |
| 2014 | Bed of Lies The Pinkprint                                       | — | — | — | UK73 (2 Wo.)UK | US62 (6 Wo.)US | Erstveröffentlichung: 16. November 2014 Verkäufe: + 290.000; feat. Skylar Grey                     |
| 2015 | Truffle Butter The Pinkprint                                    | — | — | — | UK— GoldUK | US14 (20 Wo.)US | Erstveröffentlichung: 23. Januar 2015 Verkäufe: + 500.000; feat. Drake & Lil Wayne                 |
| 2015 | The Night Is Still Young The Pinkprint                          | — | — | — | UK— SilberUK | US31 Platin · (17 Wo.)US | Erstveröffentlichung: 12. April 2015 Verkäufe: + 1.350.000                                         |
| 2015 | Feeling Myself The Pinkprint                                    | — | — | — | UK64 Gold · (2 Wo.)UK | US39 ×2Doppelplatin · (20 Wo.)US | Erstveröffentlichung: 18. Mai 2015 Verkäufe: + 2.630.000; feat. Beyoncé                            |
| 2017 | No Frauds –                                                     | DE95 (1 Wo.)DE | AT73 (1 Wo.)AT | CH50 (1 Wo.)CH | UK49 Silber · (1 Wo.)UK | US14 (7 Wo.)US | Erstveröffentlichung: 10. März 2017 Verkäufe: + 330.000; mit Lil Wayne & Drake                     |
| 2017 | Regret in Your Tears –                                          | — | — | — | UK69 (1 Wo.)UK | US61 (1 Wo.)US | Erstveröffentlichung: 10. März 2017                                                                |
| 2017 | Changed It –                                                    | — | — | — | — | US71 (1 Wo.)US | Erstveröffentlichung: 10. März 2017 mit Lil Wayne                                                  |
| 2018 | Barbie Tingz Queen (Target Exclusive)                           | — | — | — | UK31 (2 Wo.)UK | US25 Gold · (4 Wo.)US | Erstveröffentlichung: 12. April 2018 Verkäufe: + 590.000                                           |
| 2018 | Chun-Li Queen                                                   | — | — | CH99 (1 Wo.)CH | UK26 Gold · (9 Wo.)UK | US10 Platin · (16 Wo.)US | Erstveröffentlichung: 12. April 2018 Verkäufe: + 1.650.000                                         |
| 2018 | Bed Queen                                                       | DE52 (5 Wo.)DE | AT49 (2 Wo.)AT | CH39 (5 Wo.)CH | UK20 Gold · (12 Wo.)UK | US42 Gold · (10 Wo.)US | Erstveröffentlichung: 14. Juni 2018 Verkäufe: + 1.120.000; feat. Ariana Grande                     |
| 2018 | Barbie Dreams Queen                                             | — | — | — | UK36 Silber · (7 Wo.)UK | US18 Gold · (7 Wo.)US | Erstveröffentlichung: 14. August 2018 Verkäufe: + 820.000                                          |
| 2018 | Good Form Queen                                                 | — | — | — | UK— SilberUK | US60 (6 Wo.)US | Erstveröffentlichung: 29. November 2018 Verkäufe: + 310.000; feat. Lil Wayne                       |
| 2019 | Megatron –                                                      | — | — | — | UK34 Silber · (4 Wo.)UK | US20 Platin · (5 Wo.)US | Erstveröffentlichung: 21. Juni 2019 Verkäufe: + 1.315.000                                          |
| 2020 | What That Speed Bout!? –                                        | — | — | — | — | US35 (1 Wo.)US | Erstveröffentlichung: 6. November 2020 mit Mike Will Made It & YoungBoy Never Broke Again          |
| 2022 | Do We Have a Problem? –                                         | DE— aDE | — | CH78 (1 Wo.)CH | UK31 (3 Wo.)UK | US2 Gold · (13 Wo.)US | Erstveröffentlichung: 4. Februar 2022 Verkäufe: + 500.000; feat. Lil Baby                          |
| 2022 | Bussin –                                                        | — | — | — | UK70 (1 Wo.)UK | US20 (3 Wo.)US | Erstveröffentlichung: 11. Februar 2022 feat. Lil Baby                                              |
| 2022 | We Go Up –                                                      | — | — | — | — | US58 (1 Wo.)US | Erstveröffentlichung: 25. März 2022 mit Fivio Foreign                                              |
| 2022 | Super Freaky Girl Pink Friday 2 • Queen Radio: Volume 1         | DE33 (12 Wo.)DE | AT39 (8 Wo.)AT | CH42 (11 Wo.)CH | UK5 Platin · (16 Wo.)UK | US1 ×2Doppelplatin · (25 Wo.)US | Erstveröffentlichung: 12. August 2022 Verkäufe: + 3.055.000                                        |
| 2022 | Love in the Way –                                               | — | — | — | — | US93 (1 Wo.)US | Erstveröffentlichung: 16. September 2022 mit Yung Bleu                                             |
| 2022 | Tukoh Taka FIFA World Cup Qatar 2022 Official Soundtrack        | — | — | — | — | — | Erstveröffentlichung: 18. November 2022 Verkäufe: + 25.000; mit Maluma & Myriam Fares              |
| 2023 | Red Ruby da Sleeze Pink Friday 2                                | — | — | — | UK28 (7 Wo.)UK | US13 Platin · (12 Wo.)US | Erstveröffentlichung: 3. März 2023 Verkäufe: + 1.035.000                                           |
| 2023 | Barbie World Barbie: The Album                                  | DE10 (9 Wo.)DE | AT10 (8 Wo.)AT | CH8 (11 Wo.)CH | UK4 Gold · (15 Wo.)UK | US7 (21 Wo.)US | Erstveröffentlichung: 23. Juni 2023 Verkäufe: + 795.000; mit Ice Spice feat. Aqua                  |
| 2023 | Last Time I Saw You Pink Friday 2                               | — | — | — | UK46 (2 Wo.)UK | US23 (2 Wo.)US | Erstveröffentlichung: 1. September 2023                                                            |
| 2024 | FTCU Pink Friday 2                                              | DE— bDE | — | — | UK40 (5 Wo.)UK | US15 Platin · (20 Wo.)US | Erstveröffentlichung: 10. Januar 2024 Verkäufe: + 1.000.000                                        |
| 2024 | Big Foot –                                                      | — | — | — | UK56 (1 Wo.)UK | US23 (1 Wo.)US | Erstveröffentlichung: 29. Januar 2024                                                              |
| Folgende Lieder erschienen nicht als Single, wurden aber durch das Album zum Download und Streaming bereitgestellt und konnten somit eine Platzierung erlangen: |                                                                 | | | | | | |
| |                                                                 | | | | | | |
| 2012 | Whip It Pink Friday: Roman Reloaded                             | — | — | — | UK98 (1 Wo.)UK | — | Charteinstieg: 14. April 2012                                                                      |
| 2012 | I’m Legit Pink Friday Roman Reloaded The Re-Up                  | — | — | — | UK97 (1 Wo.)UK | — | Charteinstieg: 1. Dezember 2012 feat. Ciara                                                        |
| 2014 | Get on Your Knees The Pinkprint                                 | — | — | — | UK86 (1 Wo.)UK | US88 (1 Wo.)US | Charteinstieg: 27. Dezember 2014 feat. Ariana Grande                                               |
| 2017 | Bom Bidi Bom Fifty Shades Darker (O.S.T.)                       | DE88 (2 Wo.)DE | AT59 (1 Wo.)AT | — | UK87 (1 Wo.)UK | US54 (1 Wo.)US | Charteinstieg: 17. Februar 2017 mit Nick Jonas                                                     |
| 2018 | Majesty Queen                                                   | — | — | CH56 (1 Wo.)CH | UK41 (3 Wo.)UK | US58 (1 Wo.)US | Charteinstieg: 19. August 2018 Verkäufe: + 55.000; feat. Eminem & Labrinth                         |
| 2018 | Ganja Burns Queen                                               | — | — | — | — | US60 (1 Wo.)US | Charteinstieg: 25. August 2018                                                                     |
| 2018 | Thought I Knew You Queen                                        | — | — | — | — | US98 (1 Wo.)US | Charteinstieg: 25. August 2018 feat. The Weeknd                                                    |
| 2019 | Bad to You Charlie’s Angels: Original Motion Picture Soundtrack | — | — | CH86 (1 Wo.)CH | UK51 (2 Wo.)UK | — | Charteinstieg: 8. November 2019 Verkäufe: + 20.000; mit Ariana Grande & Normani                    |
| 2021 | Seeing Green Beam Me Up Scotty (2021 Re-Release)                | — | — | — | UK42 (2 Wo.)UK | US12 (4 Wo.)US | Charteinstieg: 27. Mai 2021 mit Drake & Lil Wayne                                                  |
| 2021 | Fractions Beam Me Up Scotty (2021 Re-Release)                   | — | — | — | — | US52 (1 Wo.)US | Charteinstieg: 29. Mai 2021                                                                        |
| 2021 | Itty Bitty Piggy Beam Me Up Scotty (2021 Re-Release)            | — | — | — | — | US82 (1 Wo.)US | Charteinstieg: 29. Mai 2021                                                                        |
| 2021 | Crocodile Teeth Beam Me Up Scotty (2021 Re-Release)             | — | — | — | — | US100 (1 Wo.)US | Charteinstieg: 29. Mai 2021 mit Skillibeng                                                         |
| 2023 | Everybody Pink Friday 2                                         | — | — | — | UK26 (9 Wo.)UK | US24 (20 Wo.)US | Charteinstieg: 21. Dezember 2023 feat. Lil Uzi Vert                                                |
| 2023 | Needle Pink Friday 2                                            | — | — | — | UK58 (1 Wo.)UK | US34 (4 Wo.)US | Charteinstieg: 21. Dezember 2023 feat. Drake                                                       |
| 2023 | Pink Friday Girls Pink Friday 2                                 | — | — | — | UK30 (9 Wo.)UK | US82 (1 Wo.)US | Charteinstieg: 21. Dezember 2023                                                                   |
| 2023 | Barbie Dangerous Pink Friday 2                                  | — | — | — | — | US58 (1 Wo.)US | Charteinstieg: 23. Dezember 2023                                                                   |
| 2023 | Are You Gone Already Pink Friday 2                              | — | — | — | — | US60 (1 Wo.)US | Charteinstieg: 23. Dezember 2023                                                                   |
| 2023 | Beep Beep Pink Friday 2                                         | — | — | — | — | US64 (2 Wo.)US | Charteinstieg: 23. Dezember 2023                                                                   |
| 2023 | Big Difference Pink Friday 2                                    | — | — | — | — | US73 (1 Wo.)US | Charteinstieg: 23. Dezember 2023                                                                   |
| 2023 | Fallin 4 U Pink Friday 2                                        | — | — | — | — | US74 (1 Wo.)US | Charteinstieg: 23. Dezember 2023                                                                   |
| 2023 | RNB Pink Friday 2                                               | — | — | — | — | US80 (1 Wo.)US | Charteinstieg: 23. Dezember 2023 feat. Lil Wayne & Tate Kobang                                     |
| 2023 | Cowgirl Pink Friday 2                                           | — | — | — | — | US87 (1 Wo.)US | Charteinstieg: 23. Dezember 2023 feat. Lourdiz                                                     |
| 2023 | Pink Birthday Pink Friday 2                                     | — | — | — | — | US89 (1 Wo.)US | Charteinstieg: 23. Dezember 2023                                                                   |
| 2023 | Bahm Bahm Pink Friday 2                                         | — | — | — | — | US95 (1 Wo.)US | Charteinstieg: 23. Dezember 2023                                                                   |
| 2024 | Let Me Calm Down Pink Friday 2                                  | — | — | — | — | US63 (1 Wo.)US | Charteinstieg: 3. März 2024 (Extended) feat. J. Cole                                               |

### Als Gastmusikerin
| Jahr | Titel Album                                             | Höchstplatzierung, Gesamtwochen, AuszeichnungChartplatzierungen (Jahr, Titel, Album, Platzierungen, Wochen, Auszeichnungen, Anmerkungen) | Höchstplatzierung, Gesamtwochen, AuszeichnungChartplatzierungen (Jahr, Titel, Album, Platzierungen, Wochen, Auszeichnungen, Anmerkungen) | Höchstplatzierung, Gesamtwochen, AuszeichnungChartplatzierungen (Jahr, Titel, Album, Platzierungen, Wochen, Auszeichnungen, Anmerkungen) | Höchstplatzierung, Gesamtwochen, AuszeichnungChartplatzierungen (Jahr, Titel, Album, Platzierungen, Wochen, Auszeichnungen, Anmerkungen) | Höchstplatzierung, Gesamtwochen, AuszeichnungChartplatzierungen (Jahr, Titel, Album, Platzierungen, Wochen, Auszeichnungen, Anmerkungen) | Anmerkungen |
| Jahr | Titel Album                                             | DE | AT | CH | UK | US | Anmerkungen |
| --- | ------------------------------------------------------- | --- | --- | --- | --- | --- | --- |
| 2009 | Bedrock We Are Young Money                              | — | — | — | UK9 Gold · (24 Wo.)UK | US2 ×3Dreifachplatin · (25 Wo.)US | Erstveröffentlichung: 14. November 2009 Verkäufe: + 3.400.000; mit Young Money & Lloyd                                                         |
| 2010 | Knockout Rebirth                                        | — | — | — | — | US44 Gold · (5 Wo.)US | Erstveröffentlichung: 2. Februar 2010 Verkäufe: + 500.000; Lil Wayne feat. Nicki Minaj                                                         |
| 2010 | Up Out My Face (Remix) Memoirs of an Imperfect Angel    | — | — | — | — | US100 Gold · (1 Wo.)US | Erstveröffentlichung: 16. Februar 2010 Verkäufe: + 500.000; Mariah Carey feat. Nicki Minaj                                                     |
| 2010 | My Chick Bad Battle of the Sexes                        | — | — | — | — | US11 ×3Dreifachplatin · (20 Wo.)US | Erstveröffentlichung: 23. Februar 2010 Verkäufe: + 3.000.000; Ludacris feat. Nicki Minaj                                                       |
| 2010 | Lil’ Freak Raymond v. Raymond                           | — | — | — | — | US40 Platin · (16 Wo.)US | Erstveröffentlichung: 2. März 2010 Verkäufe: + 1.000.000; Usher feat. Nicki Minaj                                                              |
| 2010 | Get It All The Inkwell                                  | — | — | — | — | — | Erstveröffentlichung: 9. März 2010 Sean Garrett feat. Nicki Minaj                                                                              |
| 2010 | Roger That We Are Young Money                           | — | — | — | — | US56 (11 Wo.)US | Erstveröffentlichung: 23. März 2010 mit Young Money                                                                                            |
| 2010 | Woohoo Bionic                                           | — | — | — | — | US79 (2 Wo.)US | Erstveröffentlichung: 25. Mai 2010 Christina Aguilera feat. Nicki Minaj                                                                        |
| 2010 | Letting Go (Dutty Love) –                               | — | — | — | — | US36 Platin · (20 Wo.)US | Erstveröffentlichung: 3. August 2010 Verkäufe: + 1.107.500; Sean Kingston feat. Nicki Minaj                                                    |
| 2010 | 2012 (It Ain’t the End) Hit the Lights                  | — | — | — | UK9 Silber · (9 Wo.)UK | US31 Gold · (14 Wo.)US | Erstveröffentlichung: 3. August 2010 Verkäufe: + 707.500; Jay Sean feat. Nicki Minaj                                                           |
| 2010 | Bottoms Up Passion, Pain & Pleasure                     | — | — | — | UK71 Gold · (3 Wo.)UK | US6 ×4Vierfachplatin · (26 Wo.)US | Erstveröffentlichung: 10. August 2010 Verkäufe: + 4.230.000; Trey Songz feat. Nicki Minaj                                                      |
| 2010 | Monster My Beautiful Dark Twisted Fantasy               | — | — | — | UK— PlatinUK | US18 ×3Dreifachplatin · (10 Wo.)US | Erstveröffentlichung: 23. Oktober 2010 Verkäufe: + 3.630.000 Kanye West feat. Bon Iver, Jay-Z, Rick Ross & Nicki Minaj                         |
| 2010 | I Ain’t Thru Calling All Hearts                         | — | — | — | — | — | Erstveröffentlichung: 7. Dezember 2010 Keyshia Cole feat. Nicki Minaj                                                                          |
| 2010 | Raining Men Loud                                        | — | — | — | — | — | Erstveröffentlichung: 7. Dezember 2010 Rihanna feat. Nicki Minaj                                                                               |
| 2011 | The Creep Turtleneck & Chain                            | — | — | — | — | US82 (1 Wo.)US | Erstveröffentlichung: 29. Januar 2011 The Lonely Island feat. Nicki Minaj                                                                      |
| 2011 | Where Them Girls At Nothing but the Beat                | DE5 ×3Dreifachgold · (31 Wo.)DE | AT3 Gold · (31 Wo.)AT | CH3 Platin · (20 Wo.)CH | UK3 ×2Doppelplatin · (26 Wo.)UK | US14 Platin · (20 Wo.)US | Erstveröffentlichung: 2. Mai 2011 Verkäufe: + 3.726.500 David Guetta feat. Flo Rida & Nicki Minaj                                              |
| 2011 | Y.U.Mad –                                               | — | — | — | — | US68 (1 Wo.)US | Erstveröffentlichung: 13. September 2011 Birdman feat. Lil Wayne & Nicki Minaj                                                                 |
| 2011 | Fireball –                                              | — | — | — | — | — | Erstveröffentlichung: 4. Oktober 2011 Willow Smith feat. Nicki Minaj                                                                           |
| 2011 | You the Boss –                                          | — | — | — | — | US62 Gold · (17 Wo.)US | Erstveröffentlichung: 7. Oktober 2011 Verkäufe: + 500.000; Rick Ross feat. Nicki Minaj                                                         |
| 2011 | Make Me Proud Take Care                                 | — | — | — | UK49 Silber · (3 Wo.)UK | US9 Platin · (20 Wo.)US | Erstveröffentlichung: 16. Oktober 2011 Verkäufe: + 1.670.000; Drake feat. Nicki Minaj                                                          |
| 2011 | Dance (A$$) Finally Famous                              | — | — | — | — | US10 ×4Vierfachplatin · (24 Wo.)US | Erstveröffentlichung: 18. Oktober 2011 Verkäufe: + 4.000.000; Big Sean feat. Nicki Minaj                                                       |
| 2011 | Turn Me On Nothing but the Beat                         | DE6 Gold · (32 Wo.)DE | AT5 Gold · (23 Wo.)AT | CH6 ×2Doppelplatin · (22 Wo.)CH | UK8 Platin · (32 Wo.)UK | US4 ×2Doppelplatin · (27 Wo.)US | Erstveröffentlichung: 14. Dezember 2011 Verkäufe: + 4.027.800; David Guetta feat. Nicki Minaj                                                  |
| 2012 | Give Me All Your Luvin’ MDNA                            | DE8 (12 Wo.)DE | AT11 (9 Wo.)AT | CH6 (11 Wo.)CH | UK37 (4 Wo.)UK | US10 Gold · (6 Wo.)US | Erstveröffentlichung: 3. Februar 2012 Verkäufe: + 768.600 Madonna feat. Nicki Minaj & M.I.A.                                                   |
| 2012 | Take It to the Head Kiss the Ring                       | — | — | — | — | US58 Platin · (19 Wo.)US | Erstveröffentlichung: 3. April 2012 Verkäufe: + 1.000.000 DJ Khaled feat. Chris Brown, Lil Wayne, Rick Ross & Nicki Minaj                      |
| 2012 | Get Low Triple F Life: Friends, Fans & Family           | — | — | — | — | US72 (1 Wo.)US | Erstveröffentlichung: 5. Juni 2012 Waka Flocka Flame feat. Tyga, Flo Rida & Nicki Minaj                                                        |
| 2012 | Girl on Fire (Inferno Version) Girl on Fire             | — | AT1 Gold · (26 Wo.)AT | CH5 (35 Wo.)CH | UK5 Gold · (21 Wo.)UK | US11 ×2Doppelplatin · (30 Wo.)US | Erstveröffentlichung: 4. September 2012 Verkäufe: + 3.343.400; Alicia Keys feat. Nicki Minaj                                                   |
| 2012 | Out of My Mind Strange Clouds                           | — | — | — | — | US— GoldUS | Erstveröffentlichung: 5. Oktober 2012 Verkäufe: + 500.000; B.o.B. feat. Nicki Minaj                                                            |
| 2012 | Beauty and a Beat Believe                               | DE53 Gold · (12 Wo.)DE | AT42 (7 Wo.)AT | CH46 (14 Wo.)CH | UK16 Platin · (24 Wo.)UK | US5 ×4Vierfachplatin · (24 Wo.)US | Erstveröffentlichung: 24. Oktober 2012 Verkäufe: + 6.120.000; Justin Bieber feat. Nicki Minaj                                                  |
| 2013 | Tonight I’m Getting Over You (Remix) Kiss               | — | — | — | UK33 (6 Wo.)UK | US90 (1 Wo.)US | Erstveröffentlichung: 21. Januar 2013 Carly Rae Jepsen feat. Nicki Minaj                                                                       |
| 2013 | Freaks Excuse My French                                 | — | — | — | — | US77 Gold · (7 Wo.)US | Erstveröffentlichung: 14. Februar 2013 French Montana feat. Nicki Minaj                                                                        |
| 2013 | Tapout Rich Gang                                        | — | — | — | — | US44 Gold · (20 Wo.)US | Erstveröffentlichung: 12. März 2013 Verkäufe: + 500.000 Rich Gang feat. Birdman, Future, Lil Wayne, Mack Maine & Nicki Minaj                   |
| 2013 | Somebody Else –                                         | — | — | — | — | — | Erstveröffentlichung: 21. Mai 2013 Mario feat. Nicki Minaj                                                                                     |
| 2013 | I’m Out Ciara                                           | — | — | — | UK54 (1 Wo.)UK | US44 Gold · (5 Wo.)US | Erstveröffentlichung: 3. Juni 2013 Verkäufe: + 500.000; Ciara feat. Nicki Minaj                                                                |
| 2013 | #Twerkit –                                              | — | — | — | — | — | Erstveröffentlichung: 17. Mai 2013 Busta Rhymes feat. Nicki Minaj                                                                              |
| 2013 | Get Like Me M.O.                                        | — | — | — | UK19 (4 Wo.)UK | — | Erstveröffentlichung: 2. Juli 2013 Nelly feat. Pharrell Williams & Nicki Minaj                                                                 |
| 2013 | Love More X                                             | DE48 (4 Wo.)DE | AT72 (1 Wo.)AT | — | UK32 Silber · (8 Wo.)UK | US23 ×2Doppelplatin · (26 Wo.)US | Erstveröffentlichung: 16. Juli 2013 Verkäufe: + 2.277.500; Chris Brown feat. Nicki Minaj                                                       |
| 2013 | I Wanna Be with You Suffering from Success              | — | — | — | — | US— GoldUS | Erstveröffentlichung: 2. August 2013 Verkäufe: + 500.000; DJ Khaled feat. Nicki Minaj, Future & Rick Ross                                      |
| 2013 | Clappers The Gifted                                     | — | — | — | — | — | Erstveröffentlichung: 3. September 2013 Wale feat. Nicki Minaj & Juicy J                                                                       |
| 2014 | Lookin Ass Rise of an Empire                            | — | — | — | — | — | Erstveröffentlichung: 11. März 2014 Young Money feat. Nicki Minaj                                                                              |
| 2014 | She Came to Give It to You Hard II Love                 | DE30 (9 Wo.)DE | — | CH74 (1 Wo.)CH | UK16 (3 Wo.)UK | US89 (2 Wo.)US | Erstveröffentlichung: 8. Juli 2014 Verkäufe: + 70.000; Usher feat. Nicki Minaj                                                                 |
| 2014 | Bang Bang Sweet Talker / My Everything (Deluxe Edition) | DE13 Platin · (37 Wo.)DE | AT12 (30 Wo.)AT | CH21 (40 Wo.)CH | UK1 ×3Dreifachplatin · (46 Wo.)UK | US3 Diamant · (31 Wo.)US | Erstveröffentlichung: 29. Juli 2014 Verkäufe: + 15.472.000 Jessie J & Ariana Grande feat. Nicki Minaj                                          |
| 2014 | Low –                                                   | — | — | — | — | — | Erstveröffentlichung: 7. August 2014 Juicy J feat. Nicki Minaj, Lil Bibby & Young Thug                                                         |
| 2014 | Flawless (Remix) Beyoncé: Platinum Edition              | — | — | — | UK65 Silber · (1 Wo.)UK | US41 (20 Wo.)US | Erstveröffentlichung: 12. August 2014 Verkäufe: + 235.000; Beyoncé feat. Nicki Minaj                                                           |
| 2014 | Touchin, Lovin Trigga                                   | — | — | — | UK79 Silber · (2 Wo.)UK | US43 Platin · (20 Wo.)US | Erstveröffentlichung: 9. September 2014 Verkäufe: + 1.230.000; Trey Songz feat. Nicki Minaj                                                    |
| 2014 | Hey Mama Listen                                         | DE9 Platin · (42 Wo.)DE | AT5 Gold · (28 Wo.)AT | CH10 Platin · (30 Wo.)CH | UK9 Platin · (25 Wo.)UK | US8 ×4Vierfachplatin · (24 Wo.)US | Erstveröffentlichung: 8. Dezember 2015 Verkäufe: + 6.124.900 David Guetta feat. Nicki Minaj, Bebe Rexha & Afrojack                             |
| 2014 | Throw Sum Mo SremmLife                                  | — | — | — | — | US30 ×3Dreifachplatin · (20 Wo.)US | Erstveröffentlichung: 9. Dezember 2014 Verkäufe: + 3.030.000 Rae Sremmurd feat. Young Thug & Nicki Minaj                                       |
| 2015 | Bitch I’m Madonna Rebel Heart                           | — | — | — | — | US84 (2 Wo.)US | Erstveröffentlichung: 15. Juni 2015 Verkäufe: + 130.000 Madonna feat. Nicki Minaj                                                              |
| 2015 | All Eyes on You Dreams Worth More Than Money            | — | — | — | UK55 Platin · (16 Wo.)UK | US21 ×2Doppelplatin · (20 Wo.)US | Erstveröffentlichung: 26. Juni 2015 Verkäufe: + 2.675.000 Meek Mill feat. Chris Brown & Nicki Minaj                                            |
| 2015 | Back Together –                                         | — | — | — | — | — | Erstveröffentlichung: 6. August 2015 Verkäufe: + 25.000 Robin Thicke feat. Nicki Minaj                                                         |
| 2016 | Down in the DM (Remix) The Art Of Hustle                | — | — | — | — | US13 ×2Doppelplatin · (21 Wo.)US | Erstveröffentlichung: 4. Februar 2016 Verkäufe: + 2.000.000; Yo Gotti feat. Nicki Minaj                                                        |
| 2016 | No Broken Hearts –                                      | DE92 (3 Wo.)DE | — | — | — | — | Erstveröffentlichung: 16. März 2016 Verkäufe: + 80.000; Bebe Rexha feat. Nicki Minaj                                                           |
| 2016 | Don’t Hurt Me Cold Summer                               | — | — | — | — | — | Erstveröffentlichung: 1. Juli 2016 Verkäufe: + 550.000; DJ Mustard feat. Nicki Minaj & Jeremih                                                 |
| 2016 | Do You Mind Major Key                                   | — | — | — | UK— SilberUK | US27 ×4Vierfachplatin · (20 Wo.)US | Erstveröffentlichung: 28. Juli 2016 Verkäufe: + 4.440.000 DJ Khaled feat. Nicki Minaj, Chris Brown, Jeremih, Future, August Alsina & Rick Ross |
| 2016 | Side to Side Dangerous Woman                            | DE24 Platin · (24 Wo.)DE | AT22 Platin · (20 Wo.)AT | CH21 Platin · (25 Wo.)CH | UK4 ×3Dreifachplatin · (32 Wo.)UK | US4 ×6Sechsfachplatin · (28 Wo.)US | Erstveröffentlichung: 30. August 2016 Verkäufe: + 11.240.333; Ariana Grande feat. Nicki Minaj                                                  |
| 2017 | Run Up –                                                | DE22 Gold · (17 Wo.)DE | AT37 (13 Wo.)AT | CH25 (15 Wo.)CH | UK20 Platin · (16 Wo.)UK | US66 (1 Wo.)US | Erstveröffentlichung: 26. Januar 2017 Verkäufe: + 1.128.333 Major Lazer feat. PartyNextDoor & Nicki Minaj                                      |
| 2017 | Make Love Mr. Davis                                     | — | — | — | — | US78 Gold · (1 Wo.)US | Erstveröffentlichung: 23. Februar 2017 Verkäufe: + 500.000 mit Gucci Mane                                                                      |
| 2017 | Swalla Nu King                                          | DE4 ×2Doppelplatin · (42 Wo.)DE | AT9 ×2Doppelplatin · (31 Wo.)AT | CH14 (37 Wo.)CH | UK6 ×2Doppelplatin · (31 Wo.)UK | US29 ×2Doppelplatin · (20 Wo.)US | Erstveröffentlichung: 23. Februar 2017 Verkäufe: + 6.253.333 Jason Derulo feat. Nicki Minaj & Ty Dolla Sign                                    |
| 2017 | Light My Body Up –                                      | DE33 (6 Wo.)DE | AT47 (1 Wo.)AT | CH39 (2 Wo.)CH | UK64 (2 Wo.)UK | — | Erstveröffentlichung: 23. März 2017 David Guetta feat. Nicki Minaj & Lil Wayne                                                                 |
| 2017 | Kissing Strangers DNCE (Jumbo Edition)                  | — | — | — | — | — | Erstveröffentlichung: 14. April 2017 Verkäufe: + 70.000; DNCE feat. Nicki Minaj                                                                |
| 2017 | Swish Swish Witness                                     | DE76 Gold · (4 Wo.)DE | AT69 (1 Wo.)AT | CH46 (9 Wo.)CH | UK19 Platin · (23 Wo.)UK | US46 Platin · (10 Wo.)US | Erstveröffentlichung: 19. Mai 2017 Verkäufe: + 2.456.666; Katy Perry feat. Nicki Minaj                                                         |
| 2017 | Rake It Up Gotti Made-It                                | — | — | — | — | US8 ×5Fünffachplatin · (22 Wo.)US | Erstveröffentlichung: 23. Juni 2017 Verkäufe: + 5.070.000; Yo Gotti feat. Nicki Minaj                                                          |
| 2017 | You Da Baddest Hndrxx                                   | — | — | — | — | US38 Platin · (2 Wo.)US | Erstveröffentlichung: 27. Juli 2017 Verkäufe: + 1.040.000; Future feat. Nicki Minaj                                                            |
| 2017 | You Already Know Double Dutchess                        | — | — | — | UK96 (1 Wo.)UK | — | Erstveröffentlichung: 24. August 2017 Fergie feat. Nicki Minaj                                                                                 |
| 2017 | MotorSport Culture II                                   | — | — | CH54 (3 Wo.)CH | UK49 Gold · (17 Wo.)UK | US6 ×6Sechsfachplatin · (22 Wo.)US | Erstveröffentlichung: 27. Oktober 2017 Verkäufe: + 6.950.000; Migos feat. Nicki Minaj & Cardi B                                                |
| 2017 | The Way Life Goes (Remix) –                             | — | — | — | UK87 Platin · (3 Wo.)UK | US24 (23 Wo.)US | Erstveröffentlichung: 2. November 2017 Verkäufe: + 600.000; Lil Uzi Vert feat. Nicki Minaj                                                     |
| 2017 | Krippy Kush (Remix) –                                   | — | — | — | — | US75 (6 Wo.)US | Erstveröffentlichung: 21. November 2017 Verkäufe: + 30.000 Farruko, Bad Bunny & Rvssian feat. Nicki Minaj & 21 Savage                          |
| 2017 | Plain Jane (Remix) –                                    | — | — | — | — | US26 ×5Fünffachplatin · (25 Wo.)US | Erstveröffentlichung: 15. Dezember 2017 Verkäufe: + 5.025.000; ASAP Ferg feat. Nicki Minaj                                                     |
| 2018 | Anybody Hear No Evil                                    | — | — | — | — | US89 Gold · (1 Wo.)US | Erstveröffentlichung: 13. April 2018 Verkäufe: + 500.000; Young Thug feat. Nicki Minaj                                                         |
| 2018 | Big Bank Stay Dangerous                                 | — | — | — | — | US16 ×5Fünffachplatin · (24 Wo.)US | Erstveröffentlichung: 25. Mai 2018 Verkäufe: + 5.070.000 YG feat. 2 Chainz, Big Sean & Nicki Minaj                                             |
| 2018 | The Light is Coming Sweetener                           | — | — | — | UK57 (4 Wo.)UK | US89 (2 Wo.)US | Erstveröffentlichung: 20. Juni 2018 Verkäufe: + 75.000 Ariana Grande feat. Nicki Minaj                                                         |
| 2018 | Fefe Dummy Boy / Queen                                  | DE16 (13 Wo.)DE | AT14 (13 Wo.)AT | CH10 (13 Wo.)CH | UK17 Gold · (11 Wo.)UK | US3 ×8Achtfachplatin · (20 Wo.)US | Erstveröffentlichung: 20. Juli 2018 Verkäufe: + 9.160.000; 6ix9ine feat. Nicki Minaj & Murda Beatz                                             |
| 2018 | Goodbye 7                                               | DE47 (15 Wo.)DE | AT57 Gold · (10 Wo.)AT | CH50 (11 Wo.)CH | UK26 Gold · (15 Wo.)UK | US— GoldUS | Erstveröffentlichung: 23. August 2018 Verkäufe: + 1.245.000; Jason Derulo & David Guetta feat. Nicki Minaj & Willy William                     |
| 2018 | Idol Love Yourself 結 ’Answer’                          | DE43 (1 Wo.)DE | AT26 (1 Wo.)AT | CH45 (1 Wo.)CH | — | US11 Platin · (3 Wo.)US | Erstveröffentlichung: 25. August 2018 Verkäufe: + 1.000.000; BTS feat. Nicki Minaj                                                             |
| 2018 | Woman Like Me LM5                                       | DE53 (7 Wo.)DE | AT33 (7 Wo.)AT | CH31 Gold · (7 Wo.)CH | UK2 ×2Doppelplatin · (20 Wo.)UK | — | Erstveröffentlichung: 12. Oktober 2018 Verkäufe: + 1.635.000; Little Mix feat. Nicki Minaj                                                     |
| 2018 | Dip (Remix) Legendary (Deluxe)                          | — | — | — | — | US63 (8 Wo.)US | Erstveröffentlichung: 29. Oktober 2018 Verkäufe: + 30.000; Tyga & Nicki Minaj                                                                  |
| 2018 | No Candle No Light Icarus Falls                         | — | — | — | — | — | Erstveröffentlichung: 15. November 2018 Zayn feat. Nicki Minaj                                                                                 |
| 2019 | Dumb Blonde Head Above Water                            | — | — | — | — | — | Erstveröffentlichung: 12. Februar 2019 Avril Lavigne feat. Nicki Minaj                                                                         |
| 2019 | Wobble Up Indigo                                        | — | — | — | — | US— GoldUS | Erstveröffentlichung: 17. April 2019 Verkäufe: + 500.000 Chris Brown feat. Nicki Minaj & G-Eazy                                                |
| 2019 | Hot Girl Summer –                                       | — | — | — | UK40 Silber · (9 Wo.)UK | US11 ×2Doppelplatin · (16 Wo.)US | Erstveröffentlichung: 8. August 2019 Verkäufe: + 2.390.000 Megan Thee Stallion feat. Nicki Minaj & Ty Dolla Sign                               |
| 2019 | Welcome to the Party (Remix) –                          | — | — | — | — | — | Erstveröffentlichung: 15. August 2019 Pop Smoke feat. Nicki Minaj                                                                              |
| 2019 | Fendi –                                                 | — | — | — | — | — | Erstveröffentlichung: 26. September 2019 PnB Rock feat. Nicki Minaj & Murda Beatz                                                              |
| 2019 | Tusa KG0516                                             | DE79 Gold · (11 Wo.)DE | — | CH8 (43 Wo.)CH | UK— SilberUK | US42 ×4Vierfachdiamant + Platin (Latin) · (21 Wo.)US                                                                                     | Erstveröffentlichung: 7. November 2019 Verkäufe: + 14.527.333; Karol G feat. Nicki Minaj                                                       |
| 2020 | Nice to Meet Ya Treat Myself                            | — | — | — | UK88 (1 Wo.)UK | US89 (1 Wo.)US | Erstveröffentlichung: 31. Januar 2020 Meghan Trainor feat. Nicki Minaj                                                                         |
| 2020 | Say So (Remix) –                                        | — | — | — | — | US1 (38 Wo.)US | Erstveröffentlichung: 1. Mai 2020 Doja Cat feat. Nicki Minaj                                                                                   |
| 2020 | Trollz TattleTales                                      | — | AT8 (3 Wo.)AT | CH8 (4 Wo.)CH | UK12 (5 Wo.)UK | US1 Platin · (4 Wo.)US | Erstveröffentlichung: 12. Juni 2020 Verkäufe: + 1.000.000; 6ix9ine feat. Nicki Minaj                                                           |
| 2020 | Move Ya Hips Floor Seats II                             | — | — | — | — | US19 (2 Wo.)US | Erstveröffentlichung: 30. Juli 2020 ASAP Ferg feat. Nicki Minaj & MadeinTYO                                                                    |
| 2020 | Expensive Featuring Ty Dolla $ign                       | — | — | — | — | US83 (1 Wo.)US | Erstveröffentlichung: 27. August 2020 Ty Dolla Sign feat. Nicki Minaj                                                                          |
| 2020 | Oh My Gawd Music Is the Weapon                          | — | — | — | — | — | Erstveröffentlichung: 11. September 2020 Mr Eazi & Major Lazer feat. Nicki Minaj & K4mo                                                        |
| 2020 | Whole Lotta Choppas (Remix) –                           | — | — | — | — | US35 (3 Wo.)US | Erstveröffentlichung: 16. Oktober 2020 Sada Baby feat. Nicki Minaj                                                                             |
| 2021 | Whole Lotta Money (Remix) –                             | — | — | — | — | US16 (17 Wo.)US | Erstveröffentlichung: 9. Juli 2021 Bia feat. Nicki Minaj                                                                                       |
| 2021 | Boyz –                                                  | — | — | — | UK4 Silber · (7 Wo.)UK | — | Erstveröffentlichung: 8. Oktober 2021 Verkäufe: + 200.000; Jesy Nelson feat. Nicki Minaj                                                       |
| 2022 | Blick Blick Trendsetter                                 | — | — | — | — | US37 Gold · (4 Wo.)US | Erstveröffentlichung: 18. März 2022 Verkäufe: + 500.000; Coi Leray feat. Nicki Minaj                                                           |
| 2023 | WTF Don’t Try This at Home                              | — | — | — | — | US99 (1 Wo.)US | Erstveröffentlichung: 7. April 2023 YoungBoy Never Broke Again feat. Nicki Minaj                                                               |
| 2023 | Princess Diana (Remix) Like..?                          | — | — | — | UK22 Silber · (9 Wo.)UK | US4 Platin · (20 Wo.)US | Erstveröffentlichung: 14. April 2023 Verkäufe: + 1.280.000; Ice Spice feat. Nicki Minaj                                                        |
| 2023 | Alone Feed the Beast                                    | DE— cDE | — | — | UK37 (6 Wo.)UK | US55 (1 Wo.)US | Erstveröffentlichung: 21. April 2023 Verkäufe: + 85.000; Kim Petras feat. Nicki Minaj                                                          |
| 2023 | Pound Town 2 –                                          | — | — | — | — | US66 (10 Wo.)US | Erstveröffentlichung: 26. Mai 2023 Sexyy Red feat. Nicki Minaj & Tay Keith                                                                     |
| 2024 | AGATS2 (Insecure) –                                     | — | — | — | UK89 (… Wo.)UK | US68 (1 Wo.)US | Erstveröffentlichung: 15. November 2024 Juice Wrld feat. Nicki Minaj                                                                           |
| Folgende Lieder erschienen nicht als Single, wurden aber durch das Album zum Download und Streaming bereitgestellt und konnten somit eine Platzierung erlangen: |                                                         | | | | | | |
| |                                                         | | | | | | |
| 2010 | Up All Night Thank Me Later                             | — | — | — | UK— SilberUK | US49 Platin · (2 Wo.)US | Charteinstieg: 3. Juli 2010 Verkäufe: + 1.235.000; Drake feat. Nicki Minaj                                                                     |
| 2010 | What’s Wrong with Them I Am Not a Human Being           | — | — | — | UK100 (1 Wo.)UK | US42 (1 Wo.)US | Charteinstieg: 16. Oktober 2010 Lil Wayne feat. Nicki Minaj                                                                                    |
| 2010 | Dark Fantasy My Beautiful Dark Twisted Fantasy          | — | — | — | UK— SilberUK | US60 Gold · (1 Wo.)US | Charteinstieg: 11. Dezember 2010 Verkäufe: + 700.000; Kanye West feat. Teyana Taylor, Nicki Minaj & Bon Iver                                   |
| 2012 | Muthafucka Up Careless World: Rise of the Last King     | — | — | — | — | US74 (1 Wo.)US | Charteinstieg: 10. März 2012 Tyga feat. Nicki Minaj                                                                                            |
| 2015 | Bad for You Dreams Worth More Than Money                | — | — | — | — | US78 Gold · (2 Wo.)US | Charteinstieg: 25. Juli 2015 Verkäufe: + 500.000; Meek Mill feat. Nicki Minaj                                                                  |
| 2016 | Froze DC4                                               | — | — | — | — | US68 (1 Wo.)US | Charteinstieg: 19. November 2016 Meek Mill feat. Lil Uzi Vert & Nicki Minaj                                                                    |
| 2018 | Dark Side of the Moon Tha Carter V                      | — | — | — | — | US26 (1 Wo.)US | Charteinstieg: 13. Oktober 2018 Lil Wayne feat. Nicki Minaj                                                                                    |
| 2018 | Mama Dummy Boy                                          | — | AT40 (1 Wo.)AT | CH23 (3 Wo.)CH | UK29 (4 Wo.)UK | US43 Gold · (4 Wo.)US | Charteinstieg: 15. Dezember 2018 Verkäufe: + 500.000; 6ix9ine feat. Nicki Minaj & Kanye West                                                   |
| 2023 | Endless Fashion Pink Tape                               | — | — | — | UK75 (1 Wo.)UK | US20 (3 Wo.)US | Charteinstieg: 13. Juli 2023 Lil Uzi Vert feat. Nicki Minaj                                                                                    |

## Promoveröffentlichungen
Promo-Singles

| Jahr | Titel Album                                | Höchstplatzierung, Gesamtwochen, AuszeichnungChartplatzierungen (Jahr, Titel, Album, Platzierungen, Wochen, Auszeichnungen, Anmerkungen) | Höchstplatzierung, Gesamtwochen, AuszeichnungChartplatzierungen (Jahr, Titel, Album, Platzierungen, Wochen, Auszeichnungen, Anmerkungen) | Höchstplatzierung, Gesamtwochen, AuszeichnungChartplatzierungen (Jahr, Titel, Album, Platzierungen, Wochen, Auszeichnungen, Anmerkungen) | Höchstplatzierung, Gesamtwochen, AuszeichnungChartplatzierungen (Jahr, Titel, Album, Platzierungen, Wochen, Auszeichnungen, Anmerkungen) | Höchstplatzierung, Gesamtwochen, AuszeichnungChartplatzierungen (Jahr, Titel, Album, Platzierungen, Wochen, Auszeichnungen, Anmerkungen) | Anmerkungen                                                                            |
| Jahr | Titel Album                                | DE | AT | CH | UK | US | Anmerkungen                                                                            |
| ---- | ------------------------------------------ | --- | --- | --- | --- | --- | -------------------------------------------------------------------------------------- |
| 2010 | Roman’s Revenge Pink Friday                | — | — | — | — | US56 (5 Wo.)US | Erstveröffentlichung: 30. Oktober 2010 Verkäufe: + 35.000; feat. Eminem                |
| 2011 | Roman in Moscow –                          | — | — | — | UK84 (1 Wo.)UK | US64 (2 Wo.)US | Erstveröffentlichung: 2. Dezember 2011                                                 |
| 2011 | Stupid Hoe Pink Friday: Roman Reloaded     | — | — | — | UK63 (2 Wo.)UK | US59 Platin · (5 Wo.)US | Erstveröffentlichung: 20. Dezember 2011 Verkäufe: + 1.035.000                          |
| 2012 | Roman Reloaded Pink Friday: Roman Reloaded | — | — | — | — | US70 (1 Wo.)US | Erstveröffentlichung: 24. Februar 2012 feat. Lil Wayne                                 |
| 2014 | All Things Go The Pinkprint                | — | — | — | — | — | Erstveröffentlichung: 3. Dezember 2014                                                 |
| 2016 | Black Barbies –                            | — | — | — | — | US65 (2 Wo.)US | Erstveröffentlichung: 30. November 2016 Verkäufe: + 35.000; mit Mike Will Made It      |
| 2018 | Ball for Me Beerbongs & Bentleys           | DE73 (1 Wo.)DE | AT35 (2 Wo.)AT | — | UK70 Gold · (4 Wo.)UK | US16 ×3Dreifachplatin · (14 Wo.)US | Erstveröffentlichung: 8. Mai 2018 Verkäufe: + 3.930.000; Post Malone feat. Nicki Minaj |
| 2018 | Rich Sex Queen                             | — | — | — | — | US56 (2 Wo.)US | Erstveröffentlichung: 11. Juni 2018 Verkäufe: + 35.000; feat. Lil Wayne                |
| 2020 | Yikes –                                    | — | — | — | UK69 (1 Wo.)UK | US23 Platin · (2 Wo.)US | Erstveröffentlichung: 7. Februar 2020 Verkäufe: + 1.055.000                            |

## Sonderveröffentlichungen
| Jahr | Titel Album                                                    | Weitere Interpret(en)                                                                       |
| ---- | -------------------------------------------------------------- | ------------------------------------------------------------------------------------------- |
| 2004 | Don’t Mess With ThemeAddict: WWE The Music, Vol. 6             | Jim Johnston                                                                                |
| 2004 | I Might –                                                      | Angel Demar                                                                                 |
| 2004 | Who Runs This? –                                               | Angel Demar                                                                                 |
| 2006 | Affirmative Action Mayor Goonberg Visits Africa                | Gravy                                                                                       |
| 2006 | Not at All –                                                   | Ru Spits                                                                                    |
| 2006 | Watch What You Say –                                           | Ru Spits                                                                                    |
| 2007 | Can’t Stop, Won’t Stop Da Drought 3                            | Lil Wayne                                                                                   |
| 2007 | Monstar Biz N.Y. Target                                        | Gravy                                                                                       |
| 2007 | Money Ain’t a Thang –                                          | Stack Bundles                                                                               |
| 2007 | Do You Like It (Freak Shit) –                                  | Ransom                                                                                      |
| 2007 | I Just Borrow Feature Presentation: Ru Spits                   | Ru Spits                                                                                    |
| 2008 | Minaj Et Trois Where Is SAS                                    | SAS                                                                                         |
| 2008 | *Ucci *Ucci Raggatronic                                        | Enur                                                                                        |
| 2008 | Still I Rise Dedication 3                                      | Lil Wayne                                                                                   |
| 2008 | Big Bidness Pain & Glory 2                                     | Ransom                                                                                      |
| 2008 | Million Dollar Baby (Remix) Wavie Crockett                     | Max B, Knocka                                                                               |
| 2008 | Make It Last Forever (Remix) –                                 | Ciara                                                                                       |
| 2008 | Miss Independent (Remix) –                                     | Ne-Yo                                                                                       |
| 2008 | One Night Only (Remix) –                                       | Jason Kay                                                                                   |
| 2008 | Pamper Me –                                                    | Angel Demar                                                                                 |
| 2009 | Ponytail Beauty & the Streets Vol. 1                           | Mýa                                                                                         |
| 2009 | Lookin’ at Me Play Date                                        | Pearl Future                                                                                |
| 2009 | Automatic Don’t Make Me Cause a Scene                          | Teairra Marí                                                                                |
| 2009 | Grindin’ Making Money Priceless                                | Birdman, Lil’ Kim                                                                           |
| 2009 | Take It Off Like Me: The Young Goldie EP                       | Lloyd, J. Holiday                                                                           |
| 2009 | I Bought That The Juug Man                                     | Yung Ralph, DJ Scream                                                                       |
| 2009 | Where’s Wayne Charles Lee Ray                                  | Lil Chuckee, Gudda Gudda, Jae Millz, Lil Twist                                              |
| 2009 | New York Minute (Remix) The French Connection                  | French Montana, Jadakiss                                                                    |
| 2009 | Sweet Dreams No Ceilings                                       | Lil Wayne                                                                                   |
| 2009 | Girls Kissing Girls Writing on the Wall                        | Gucci Mane                                                                                  |
| 2009 | All About the Benjamins Jackin’ 4 Beats                        | Stack Bundles, The Riot Squad                                                               |
| 2009 | 20 Dollars (Remix) Timeless EP                                 | Ron Browz, Mase, Shawty Lo, OJ Da Juiceman                                                  |
| 2009 | Old Enough (Remix) Class President                             | Lil Twist                                                                                   |
| 2009 | Sex in Crazy Places The State vs. Radric Davis                 | Gucci Mane, Trina, Bobby V                                                                  |
| 2009 | Always Love You Guddaville                                     | Gudda Gudda                                                                                 |
| 2009 | 1234 #LivingTheLife                                            | Randall Rock                                                                                |
| 2009 | Birds The Grind Flu                                            | Yung Joc, Gucci Mane, OJ Da Juiceman                                                        |
| 2009 | Shakin’ It 4 Daddy Sex Therapy: The Session                    | Robin Thicke                                                                                |
| 2009 | Get wit It Frontline                                           | DJ E.Sudd, Smiley                                                                           |
| 2009 | Dopeman Famous on the Internet                                 | Jabari, Pusha T                                                                             |
| 2009 | Diamonds on My Neck Supplya                                    | Supplya, Gucci Mane                                                                         |
| 2009 | Failure (Pussy Nigga) Kitchen Talk                             | Gucci Mane                                                                                  |
| 2009 | Strippin’ in the Club Herstory in the Making                   | DJ Diamonds Kuts, Ron Browz, Latif                                                          |
| 2009 | Supa Hot (Remix) Loud Pack                                     | Sonny Rich, Jim Jones                                                                       |
| 2009 | Wanna Balla Live & Direct                                      | Soulja Boy, Chingy                                                                          |
| 2009 | Break Up (Remix) –                                             | Mario, Gucci Mane                                                                           |
| 2009 | Chocolate Legs (Remix) –                                       | Eric Benét                                                                                  |
| 2009 | T.E.M.P.O. –                                                   | Ashley                                                                                      |
| 2009 | Xcellent –                                                     | Pritty Boy                                                                                  |
| 2009 | 5 Star (Remix) Live from the Kitchen                           | Yo Gotti, Gucci Mane, Trina                                                                 |
| 2010 | Nicki Minaj Speaks The Flood Warning                           | Jae Millz                                                                                   |
| 2010 | Coca Coca Burrrprint (2) HD                                    | Gucci Mane, Waka Flocka Flame, Yo Gotti, DJ Holiday, OJ Da Juiceman, Shawty Lo, Rocko       |
| 2010 | For the Money There Is No Competition 2: The Grieving Music EP | Fabolous                                                                                    |
| 2010 | Dang a Lang Amazin’                                            | Trina, Lady Saw                                                                             |
| 2010 | In My Head (Remix) In My Head                                  | Jason Derulo                                                                                |
| 2010 | She Likes Me The Champ Is Here, Pt. 3                          | Jadakiss                                                                                    |
| 2010 | Stilettos and T-Shirt 60 Minutes                               | Bobby V                                                                                     |
| 2010 | Hold Yuh (Remix) –                                             | Gyptian                                                                                     |
| 2010 | YM Salute I Am Not a Human Being                               | Lil Wayne, Lil Chuckee, Gudda Gudda, Jae Millz, Lil Twist                                   |
| 2010 | Haterade The Appeal: Georgia’s Most Wanted                     | Gucci Mane, Pharrell Williams                                                               |
| 2010 | Kiss My Ass Half Man, Half Dog, Part 2                         | Bow Wow                                                                                     |
| 2010 | Mean Walk –                                                    | Miss Daja                                                                                   |
| 2010 | All I Do Is Win (Remix) –                                      | DJ Khaled, T-Pain, Diddy, Rick Ross, Busta Rhymes, Fabolous, Jadakiss, Fat Joe, Swizz Beatz |
| 2010 | Hello Good Morning (Remix) –                                   | Diddy-Dirty Money, Rick Ross                                                                |
| 2011 | Change Change Visionair                                        | Verbal                                                                                      |
| 2011 | Bought the Bar –                                               | DJ Webstar                                                                                  |
| 2011 | Get Low 4 Me (Remix) –                                         | Lalo the Don, Barbee                                                                        |
| 2011 | I Love You –                                                   | Soulja Boy, Bobby V                                                                         |
| 2011 | Feel Inside –                                                  | Mary J. Blige                                                                               |
| 2011 | La La Means I Love You –                                       | Hoodstars                                                                                   |
| 2011 | Born to be Wild –                                              | Sean Kingston                                                                               |
| 2012 | I Don’t Give A MDNA                                            | Madonna                                                                                     |
| 2012 | I Luv Dem Strippers Based on a T.R.U. Story                    | 2 Chainz                                                                                    |
| 2012 | Under Pressure –                                               | Dr. Dre, T.I., Eminem                                                                       |
| 2012 | Mercy Dedication 4                                             | Lil Wayne                                                                                   |
| 2012 | Born Stunna (Remix) –                                          | Birdman, Rick Ross, Lil Wayne                                                               |
| 2013 | Lay It Down I Am Not a Human Being II                          | Lil Wayne, Cory Gunz                                                                        |
| 2013 | Livin’ It Up Ciara                                             | Ciara                                                                                       |
| 2013 | Rich Friday –                                                  | DJ Clue, Future, French Montana, Juelz Santana                                              |
| 2013 | MILF Hall of Fame                                              | Big Sean, Juicy J                                                                           |
| 2013 | Entertainment 2.0 Full Frequency                               | Sean Paul, Juicy J, 2 Chainz                                                                |
| 2013 | Hands Up –                                                     | Swizz Beatz, Lil Wayne, Rick Ross, 2 Chainz                                                 |
| 2013 | Give It All to Me Suffering from Success                       | Mavado                                                                                      |
| 2013 | I B on Dat Dreamchasers 3                                      | Meek Mill, Fabolous, French Montana                                                         |
| 2013 | Dope Dealer Dreamchasers 3                                     | Meek Mill, Rick Ross                                                                        |
| 2014 | My Nigga (Remix) My Krazy Life                                 | YG, Lil Wayne, Rich Homie Quan, Meek Mill                                                   |
| 2014 | Danny Glover (Remix) –                                         | Young Thug                                                                                  |
| 2014 | Animales Formula, Vol. 2                                       | Romeo Santos                                                                                |
| 2014 | Rock Star –                                                    | Future                                                                                      |
| 2014 | So Bad 1st of the Month: Vol. 2                                | Cam’ron, Yummy Bingham                                                                      |
| 2014 | No Flex Zone (Remix) –                                         | Rae Sremmurd, Pusha T                                                                       |
| 2014 | No Love (Remix) –                                              | August Alsina                                                                               |
| 2014 | True Colors Blacc Hollywood                                    | Wiz Khalifa                                                                                 |
| 2014 | Senile Rise of an Empire                                       | Young Money, Tyga, Lil Wayne                                                                |
| 2015 | Sugar (Remix) –                                                | Maroon 5                                                                                    |
| 2015 | Angel –                                                        | DJ Prostyle, Jeremih                                                                        |
| 2015 | The Hills (Remix) –                                            | The Weeknd                                                                                  |
| 2015 | Doin’ It Well Summertime Shootout                              | Fabolous, Trey Songz                                                                        |
| 2015 | Make A Miracle –                                               | Rico Bernasconi, Lotus, Shiloh & Gravy                                                      |
| 2016 | Queendome Come The Vault 2                                     | Kris Kelli                                                                                  |
| 2016 | Remember Me –                                                  | Parker Ighile                                                                               |
| 2017 | Realize Pretty Girls Like Trap Music                           | 2 Chainz                                                                                    |
| 2017 | Nobody Grateful                                                | DJ Khaled, Alicia Keys                                                                      |
| 2017 | I Can’t Even Lie Grateful                                      | DJ Khaled, Future                                                                           |
| 2017 | Skrt On Me Funk Wav Bounces Vol. 1                             | Calvin Harris                                                                               |
| 2017 | I’m Getting Ready Heart. Passion. Pursuit                      | Tasha Cobbs Leonard                                                                         |
| 2017 | No Flag –                                                      | London On Da Track, Offset, 21 Savage                                                       |
| 2017 | She for Keeps Quality Control: Control the Streets Volume 1    | Quavo                                                                                       |
| 2017 | 5 Star Dedication 6                                            | Lil Wayne                                                                                   |
| 2018 | Poke It Out Die Lit                                            | Playboi Carti                                                                               |
| 2018 | Boo’d Up (Remix) –                                             | Ella Mai, Quavo                                                                             |
| 2018 | Runnin Creed II: The Album                                     | Mike WiLL Made-it, ASAP Rocky, ASAP Ferg                                                    |
| 2018 | Familia Spider-Man: Into the Spider-Verse                      | Anuel Aa, Bantu                                                                             |
| 2018 | Touch Down (Remix) –                                           | Stylo G, Vybz Kartel                                                                        |
| 2019 | Baps The One                                                   | Trina                                                                                       |
| 2019 | Suge (Remix) –                                                 | DaBaby                                                                                      |
| 2019 | Slide Around The Big Day                                       | Chance The Rapper                                                                           |
| 2019 | Zanies and Fools The Big Day                                   | Chance The Rapper                                                                           |
| 2019 | iPhone Kirk                                                    | DaBaby                                                                                      |
| 2020 | Not Sorry Boss Man                                             | Rich the Kid                                                                                |
| 2020 | Holy Ground A Better Time                                      | Davido                                                                                      |
| 2021 | For the Love of New York Hall of Fame                          | Polo G                                                                                      |
| 2021 | Papi's Home Certified Lover Boy                                | Drake                                                                                       |
| 2021 | Always Love You The Lockdown Sessions                          | Elton John, Young Thug                                                                      |
| 2022 | I Admit Ma' I Got A Family                                     | YoungBoy Never Broke Again                                                                  |
| 2022 | Bad Like We (Remix) –                                          | Wiley, Popcaan, Dyo                                                                         |
| 2022 | Tukoh Taka FIFA World Cup Qatar 2022 Official Soundtrack       | Maluma, Myriam Fares                                                                        |
| 2023 | Shake The Place (Remix) –                                      | Destra, Machel Montano                                                                      |
| 2023 | Money Business Is Business (Metro's Version)                   | Young Thug, Juice WRLD                                                                      |

## Statistik

### Chartauswertung
|                     | DE    | AT    | CH    | UK    | US     |
| ------------------- | ----- | ----- | ----- | ----- | ------ |
| Nummer-eins-Alben   | DE—DE | AT—AT | CH—CH | UK1UK | US3US  |
| Top-10-Alben        | DE—DE | AT—AT | CH2CH | UK3UK | US10US |
| Alben in den Charts | DE4DE | AT3AT | CH5CH | UK7UK | US10US |

|                       | DE     | AT     | CH     | UK     | US      |
| --------------------- | ------ | ------ | ------ | ------ | ------- |
| Nummer-eins-Singles   | DE—DE  | AT1AT  | CH—CH  | UK1UK  | US3US   |
| Top-10-Singles        | DE6DE  | AT7AT  | CH10CH | UK17UK | US24US  |
| Singles in den Charts | DE30DE | AT29AT | CH34CH | UK86UK | US149US |

### Auszeichnungen für Musikverkäufe
| Land/RegionAuszeichnungen für Musikverkäufe (Land/Region, Auszeichnungen, Verkäufe, Quellen) | Silber       | Gold         | Platin         | Diamant       | Verkäufe    | Quellen                           |
| -------------------------------------------------------------------------------------------- | ------------ | ------------ | -------------- | ------------- | ----------- | --------------------------------- |
| Argentinien (CAPIF)                                                                          | —            | —            | 4× Platin4     | —             | 80.000      | Einzelnachweise                   |
| Australien (ARIA)                                                                            | —            | 14× Gold14   | 113× Platin113 | —             | 8.435.000   | aria.com.au                       |
| Belgien (BRMA)                                                                               | —            | 5× Gold5     | 3× Platin3     | —             | 170.000     | ultratop.be                       |
| Brasilien (PMB)                                                                              | —            | 17× Gold17   | 25× Platin25   | 15× Diamant15 | 4.820.000   | pro-musicabr.org.br               |
| Chile (IFPI)                                                                                 | —            | —            | 4× Platin4     | —             | 800.000     | Einzelnachweise                   |
| Dänemark (IFPI)                                                                              | —            | 12× Gold12   | 13× Platin13   | —             | 930.000     | ifpi.dk                           |
| Deutschland (BVMI)                                                                           | —            | 8× Gold8     | 7× Platin7     | —             | 4.000.000   | musikindustrie.de                 |
| Ecuador (SOPROFON)                                                                           | —            | —            | 3× Platin3     | —             | 18.000      | Einzelnachweise                   |
| Frankreich (SNEP)                                                                            | —            | 5× Gold5     | 3× Platin3     | 2× Diamant2   | 1.949.398   | snepmusique.com                   |
| Irland (IRMA)                                                                                | —            | —            | Platin1        | —             | 15.000      | irishcharts.ie                    |
| Italien (FIMI)                                                                               | —            | 10× Gold10   | 18× Platin18   | —             | 1.245.000   | fimi.it                           |
| Japan (RIAJ)                                                                                 | —            | 4× Gold4     | Platin1        | —             | 550.000     | riaj.or.jp JP2                    |
| Kanada (MC)                                                                                  | —            | 9× Gold9     | 49× Platin49   | —             | 4.270.000   | musiccanada.com                   |
| Kolumbien (ASINCOL)                                                                          | —            | —            | —              | 12× Diamant12 | 2.400.000   | Einzelnachweise                   |
| Mexiko (AMPROFON)                                                                            | —            | 4× Gold4     | 8× Platin8     | 21× Diamant21 | 6.900.000   | amprofon.com.mx                   |
| Neuseeland (RMNZ)                                                                            | —            | 10× Gold10   | 66× Platin66   | —             | 1.957.500   | aotearoamusiccharts.co.nz NZ2 NZ3 |
| Niederlande (NVPI)                                                                           | —            | —            | 5× Platin5     | —             | 230.000     | nvpi.nl                           |
| Norwegen (IFPI)                                                                              | —            | 5× Gold5     | 17× Platin17   | —             | 945.000     | ifpi.no                           |
| Österreich (IFPI)                                                                            | —            | 4× Gold4     | 3× Platin3     | —             | 150.000     | ifpi.at                           |
| Peru (UNIMPRO)                                                                               | —            | —            | 2× Platin2     | —             | 12.000      | Einzelnachweise                   |
| Philippinen (PARI)                                                                           | —            | Gold1        | —              | —             | 7.500       | Einzelnachweise                   |
| Polen (ZPAV)                                                                                 | —            | 8× Gold8     | 16× Platin16   | —             | 760.000     | olis.pl                           |
| Portugal (AFP)                                                                               | —            | —            | 9× Platin9     | —             | 90.000      | Einzelnachweise                   |
| Schweden (IFPI)                                                                              | —            | 5× Gold5     | 16× Platin16   | —             | 1.060.000   | sverigetopplistan.se              |
| Schweiz (IFPI)                                                                               | —            | Gold1        | 7× Platin7     | —             | 220.000     | hitparade.ch                      |
| Spanien (Promusicae)                                                                         | —            | 6× Gold6     | 20× Platin20   | —             | 1.050.000   | elportaldemusica.es               |
| Südafrika (RISA)                                                                             | —            | Gold1        | —              | —             | 10.000      | Einzelnachweise                   |
| Ungarn (MAHASZ)                                                                              | —            | 2× Gold2     | —              | —             | 4.000       | slagerlistak.hu                   |
| Uruguay (CUD)                                                                                | —            | —            | 3× Platin3     | —             | 9.000       | Einzelnachweise                   |
| Vereinigte Staaten (RIAA)                                                                    | —            | 27× Gold27   | 141× Platin141 | 7× Diamant7   | 193.505.000 | riaa.com                          |
| Vereinigtes Königreich (BPI)                                                                 | 21× Silber21 | 18× Gold18   | 34× Platin34   | —             | 30.800.000  | bpi.co.uk                         |
| Zentralamerika (CFC)                                                                         | —            | —            | —              | Diamant1      | 350.000     | cfc-musica.com                    |
| Insgesamt                                                                                    | 21× Silber21 | 175× Gold175 | 592× Platin592 | 58× Diamant58 |             |                                   |